# 達里爾·弗拉哈萬
達里爾·弗拉哈萬（英語：Darryl Flahavan；1978年11月28日—）是一位英格蘭足球運動員。在場上的位置是守門員。他現在效力於英格蘭足球超級聯賽球隊伯恩茅斯足球俱樂部。他也曾效力於水晶宮和朴茨茅斯等球隊。

## 外部連結
- 足球数据库：達里爾·弗拉哈萬的球员统计数据